# William Tuckwell
Pour les articles homonymes, voir Tuckwell.
William Tuckwell (1829-1919), qui aimait être connu sous le nom de « pasteur radical », est un pasteur anglican anglais bien connu sur les plates-formes politiques pour ses expériences d'attributions, son plaidoyer en faveur de la nationalisation des terres et son enthousiasme pour le Christianisme social. Il est partisan de l'enseignement des sciences dans les écoles.

## Biographie

### Jeunesse et formation
Tuckwell est né le 27 novembre 1829. Il est le fils aîné de Margaret Wood (1803/4–1842) et de William Tuckwell (1784–1845), chirurgien à la Radcliffe Infirmary d'Oxford .
Tuckwell fait ses études dans une école préparatoire à Hammersmith avant de fréquenter le Winchester College à partir de 1842 et le New College d'Oxford en 1848 .

### Carrière professionnelle
De 1857 à 1864, il est directeur de la New College School. En 1864, le directeur du New College d'Oxford le nomme directeur de la Taunton Grammar School, plus tard connue sous le nom de Taunton College School .

### Vie privée
En 1858, il épouse Rosa Strong (née en 1829/30), fille aînée du capitaine Henry Strong, un officier de l'armée indienne. Sa sœur cadette est la féministe et syndicaliste Emilia Dilke. Rosa et William Tuckwell ont quatre enfants, un fils et trois filles. Leur deuxième fille Gertrude Tuckwell (1861–1951) est syndicaliste, assistante sociale, auteure et la première femme magistrate nommée à Londres .
William Tuckwell est décédé le 1er février 1919 . Sa fille Gertrude est son exécuteur testamentaire .

## LesRéminiscences
On se souvient surtout de lui comme de l'auteur de Reminiscences of Oxford, qui relate l'Oxford des années 1830, mais qui est quelque peu trompeur. Owen Chadwick raconte qu'il aimait "faire semblant d'être beaucoup plus âgé qu'il ne l'était". . . . Ce que Tuckwell connaissait, ce sont les années 50 et 60, et son portrait des dirigeants tractariens est tiré des expériences de cette période ultérieure ; bien que très souvent il aime donner l'impression que c'est beaucoup plus tôt." .
Les Réminiscences d'un pasteur radical sont dédiées à sa fille Gertrude Tuckwell.
Tuckwell est actif en politique en février 1884, au moment du grand projet de loi de réforme. Son travail parmi les pauvres l'a amené à beaucoup s'enquérir de leurs conditions et de leur vie. Au cours des dix années suivantes, il prononce plus d'un millier de discours en faveur du Christianisme social et en faveur d'une redistribution des richesses et des terres.